# Benjamin Dwomoh
Benjamin Kwabena Dwomoh (* 1. Juli 1935; † 2. Oktober 2013) war ein ghanaischer Fußballschiedsrichter. Er ist der einzige Ghanaer, der jemals ein Fußball-Weltmeisterschaftsspiel leitete.
Der aus Accra stammende Dwomoh wurde 1972 zum FIFA-Schiedsrichter ernannt und durfte damit in Länderspielen eingesetzt werden. Während der Qualifikationen zu den Weltmeisterschaftsturnieren 1978 und 1982 kam er auf mindestens vier Spielleitungen. Dwomoh leitete bei der in Spanien stattfindenden Weltmeisterschaft 1982 am 17. Juni das Gruppenspiel zwischen der Tschechoslowakei und Kuwait. Er gab Mitte der ersten Halbzeit einen Foulelfmeter für die Tschechoslowaken, den Antonín Panenka verwandelte. Das vorangegangene Foul des Kuwaiters Abdullah Ma'yuf an seinem Gegenspieler Ladislav Vízek wird als „fast harmlos, nicht elfmeterreif“ beschrieben. Das Spiel endete 1:1. Außerdem wurde Dwomoh sieben Tage später beim Spiel zwischen Frankreich und der Tschechoslowakei (1:1) als Schiedsrichterassistent eingesetzt.
Dwomoh war Generalsekretär der Ghana Football Association und bis 2006 Mitglied der nationalen Disziplinarkommission. Nachdem wenige Wochen zuvor bereits die ehemaligen ghanaischen Nationalspieler George Alhassan († 26. Juli 2013) und Emmanuel Quarshie († 16. September 2013) gestorben waren, starb Dwomoh am 2. Oktober 2013 im Alter von 78 Jahren. FIFA-Präsident Sepp Blatter würdigte Dwomoh nach dessen Tod in einem Schreiben an die Ghana Football Association und sprach sein Beileid über die drei Todesfälle aus.